# Metarranthis homuraria
Metarranthis homuraria är en fjärilsart som beskrevs av Augustus Radcliffe Grote och Robinson 1868. Metarranthis homuraria ingår i släktet Metarranthis och familjen mätare. Inga underarter finns listade i Catalogue of Life.